# Korets (huyện)
Huyện Korets (tiếng Ukraina: Корецький район, chuyển tự: Koretss’kyi raion) là một huyện của tỉnh Rivne thuộc Ukraina. Huyện Korets có diện tích 720 kilômét vuông, dân số theo điều tra dân số ngày 5 tháng 12 năm 2001 là 39303 người với mật độ 55 người/km2. Trung tâm huyện nằm ở Korets.